# Mazurek Dąbrowskiego

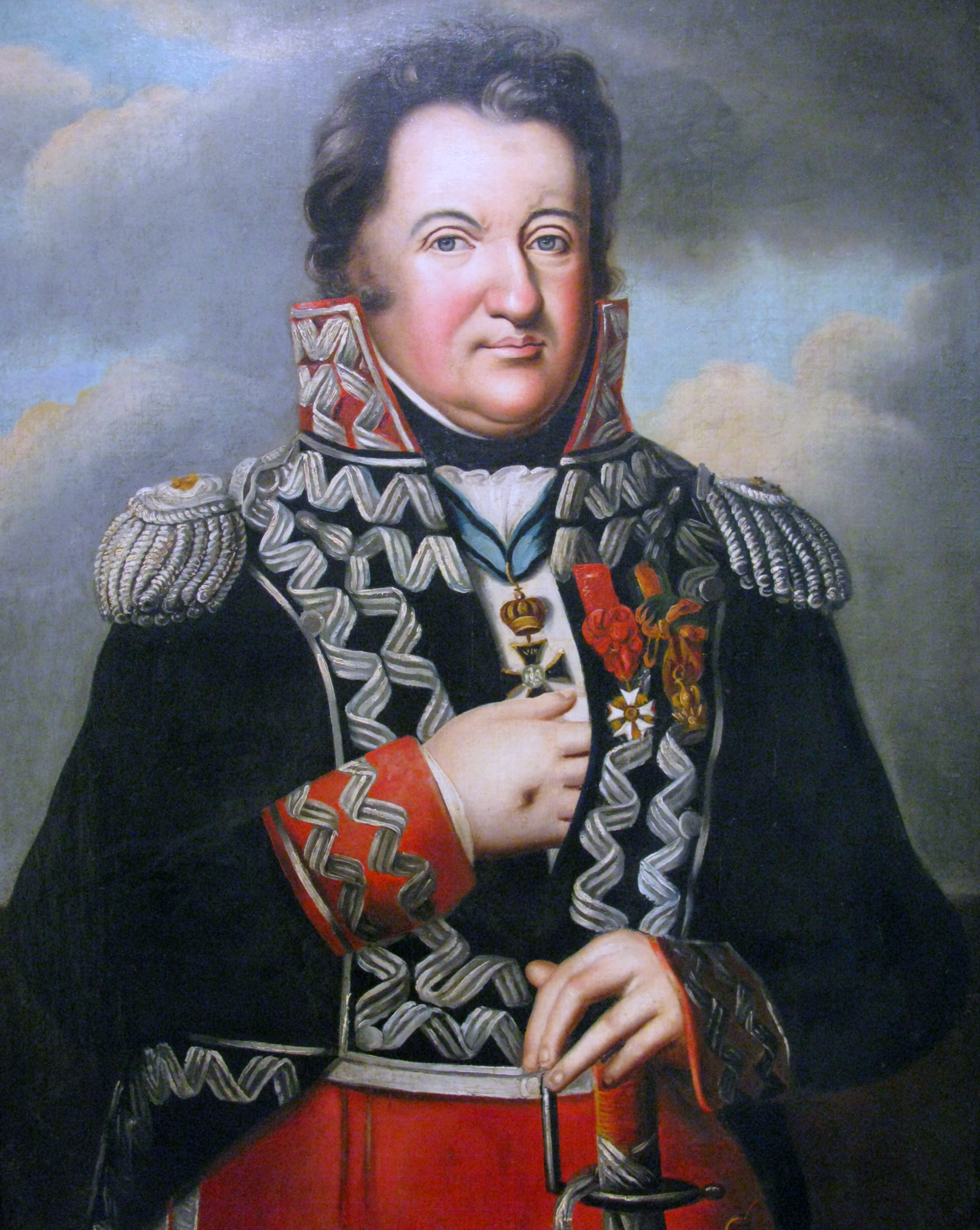
Generaal Jan Henryk Dąbrowski

Mazurek Dąbrowskiego (Nederlands: Dąbrowskimars, naar de eerste regels ervan ook wel Nog is Polen niet verloren genoemd) is het nationale volkslied van Polen geschreven door Józef Wybicki in 1797. De eerste regel Jeszcze Polska nie zginęła (Nog is Polen niet verloren) wordt ook wel gebruikt als naam. Het geeft de bittere jaren en hoop weer van een volk dat sinds 1772 onderdrukt is door Pruisen, Habsburgers, Russische tsaren en later de nazi's en sinds 1945 de Sovjet-Unie. De tekst refereert aan de Poolse generaal en volksheld Jan Henryk Dąbrowski, die - tijdens de Tweede Poolse Deling in 1793 Poolse troepen aanvoerde.

## De tekst
Jeszcze Polska nie zginęła,
Kiedy my żyjemy.
Co nam obca przemoc wzięła,
Szablą odbierzemy.
Marsz, marsz, Dąbrowski,
Z ziemi włoskiej do Polski,
Za twoim przewodem
Złączym się z narodem.
Przejdziem Wisłę, przejdziem Wartę,
Będziem Polakami,
Dał nam przykład Bonaparte,
Jak zwyciężać mamy.
Marsz, marsz, Dąbrowski (...)
Jak Czarniecki do Poznania
Po szwedzkim zaborze,
Dla ojczyzny ratowania
Wrócim się przez morze.
Marsz, marsz, Dąbrowski (...)
Już tam ojciec do swej Basi
Mówi zapłakany:
"Słuchaj jeno, pono nasi
Biją w tarabany."
Marsz, marsz, Dąbrowski (...)

## Vertaling in het Nederlands

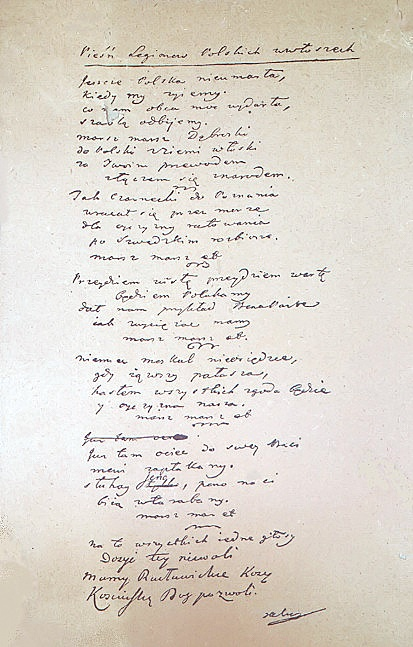
Het oorspronkelijke manuscript van Mazurek Dąbrowskiego

Nog is Polen niet verloren,
Zolang wij leven.
Wat de vreemde overmacht ons ontnomen heeft
Zullen wij met de sabel terugnemen!
refrein:
Marcheer, marcheer, Dąbrowski,
Vanuit de Italiaanse grond naar de Poolse;
Onder uw leiding
Verenigen we ons met het volk!
Wij zullen de Wisła oversteken, de Warta,
Wij zullen Polen zijn!
Het voorbeeld heeft Bonaparte ons gegeven
Hoe wij moeten overwinnen!
refrein
Zoals Czarniecki naar Poznań kwam,
Na de Zweedse inval,
Om het vaderland te redden,
Zo zullen wij terugkeren overzee.
refrein
En Vader spreekt dan tot zijn Basia (verkleinde vorm van Barbara),
Met tranen in zijn stem:
"Luister daar, hoe de onzen
Op de trommels slaan!"
refrein

## Gebruik als protest
In 2016 werd het Poolse volkslied door de publieke radiozender PR1 gebruikt als teken van protest. Elk uur speelde de zender of het volkslied of de Europese hymne Ode an die Freude als een symbolische actie tegen de omstreden nieuwe mediawet van de regering van premier Beata Szydło. Door de nieuwe wet heeft de regering meer te zeggen in de benoeming van de leden van de bestuursraden van de openbare zenders en zal de politiek meer macht hebben over de publieke radio en televisie. De omroep voert de actie omdat volgens haar de vrijheid van meningsuiting en het pluralisme in het gedrang komen.